# Lokavec, Ajdovščina
Lokavec je naselje v Občini Ajdovščina. S 1.173 prebivalci je drugo največje naselje v občini. Leži na severnem obrobju zgornje Vipavske doline na pobočju grebena Čaven pod plazom Slano Blato. Vas je zelo razpotegnjena in obsega kar 16 večjih in 10 manjših zaselkov.

## Zaselki
- Zgornji del: Slokarji, Brod, Čohi, Gorenje, (Rovtarše, Znosnica).
- Srednji del: Brith, Kuši, Vas, Kaluše (Novo naselje), Palkovše, Kovači, Grajšk, Brodiše, (Kovačevše, Špacapani, Podbrdc).
- Spodnji del: Lahovše, Bitovi, Loretovše, Kompari, (Kodelovše, Belčevše, Čenčičevše, Tokaj, Černatovše).

## Zgodovina
Lokavec se v zapisih prvič omenja v darilnemu sporazumu z benediktinskim samostanom v Rožacu leta 1086. Da je bilo ozemlje Lokavca najbrž naseljeno že v 5. stol. pr. n. št. pa lahko sklepamo po Keltskih arheoloških najdbah. Za poselitev območja so gotovo bile pomembne naravne danosti, predvsem bližina Trnovskega gozda in veliko potokov, zaradi tega sta se v Lokavcu razvila tako furmanstvo kot kovaštvo.
Lokavec ima troje cerkva.
Več podatkov na Župnija Lokavec.

## Demografija
| 1858 | 1899 | 1911 | 1991 | 2002 | 2016 | 2018 |
| 909  | 982  | 1101 | 966  | 1002 | 1128 | 1136 |

## Pomembnejše osebe iz zgodovine kraja
Med pomembnejše osebe iz zgodovine kraja uvrščamo:
- Mihael Kuša (ok. 1657–1699), kipar in kamnosek
- Mihael Blažko (1810–1897), zidarski mojster
- Edmund Čibej (1861–1954), zbiratelj in žurnalist
- Venceslav Čopič (1893–1980), učitelj
- Anton Slokar (1898–1982), politik
- Teodor Postelj (Posteli) (1909–1993), kardiolog

## Lokavška himna
Za lokavško himno se šteje pesem Pod Čavnom, ki jo je napisal Josip Volk - Jaromir Volkov (* 17. marec 1842, poučeval v Lokavcu med leti 1877 in 1895).
Pod Čavnom

Pod Čavnom visokim prebivam,

z bistro vodico se umivam;

gledam dolinco prekrasno,

vidim Vipavco počasno.

Čez Nanos se sončece smeje,

slovensko nam srčece greje;

ptički veselo pojejo,

pisane rožce cvetejo.

Če Hubelj se sliši, bo burja,

če Jovšek, bo dežja od murja;

žage in mlini drdrajo,

cvenka obilo nam dajo.

Kot Čaven ne dam se ganiti,

svoj narod čem hrabro braniti;

zemlja slovenska je sveta,

tujc naj se v njo ne zaleta!